# Она (Флорида)
Она (англ. Ona) — переписна місцевість (CDP) в США, в окрузі Гарді штату Флорида. Населення — 199 осіб (2020).

## Географія
Она розташована за координатами 27°28′59″ пн. ш. 81°54′35″ зх. д. / 27.48306° пн. ш. 81.90972° зх. д. (27.482963, -81.909728).  За даними Бюро перепису населення США в 2010 році переписна місцевість мала площу 69,20 км², уся площа — суходіл.

## Демографія
Згідно з переписом 2010 року, у переписній місцевості мешкало 314 осіб у 100 домогосподарствах у складі 68 родин. Густота населення становила 5 осіб/км².  Було 111 помешкання (2/км²).
Расовий склад населення:
| - 61,8 % — білих - 14,6 % — чорних або афроамериканців - 0,3 % — корінних американців - 20,4 % — осіб інших рас |

До двох чи більше рас належало 2,9 %. Частка іспаномовних становила 36,3 % від усіх жителів.
За віковим діапазоном населення розподілялося таким чином: 25,5 % — особи молодші 18 років, 64,6 % — особи у віці 18—64 років, 9,9 % — особи у віці 65 років та старші. Медіана віку мешканця становила 38,0 року. На 100 осіб жіночої статі у переписній місцевості припадало 137,9 чоловіків;  на 100 жінок у віці від 18 років та старших — 134,0 чоловіків також старших 18 років.